# Rhipidia stonei
Rhipidia stonei är en tvåvingeart som först beskrevs av Alexander 1938.  Rhipidia stonei ingår i släktet Rhipidia och familjen småharkrankar.
Artens utbredningsområde är Colombia. Inga underarter finns listade i Catalogue of Life.